# Regimantas Ramonas
Regimantas Ramonas (*  14. Januar 1945 in Arsla, Litauische Sozialistische Sowjetrepublik) ist ein litauischer Politiker, Bürgermeister von Biržai.

## Leben
Nach dem Abitur absolvierte er 1975 das Diplomstudium des Wirtschaftsingenieurwesens am Vilniaus inžinerinis statybos institutas.
Von 1994 bis 1995 und von 2003 bis 2011 war er Bürgermeister der Rajongemeinde Biržai. Von 1997 bis 2003 arbeitete er in der Verwaltung von Bezirk Panevėžys. 
Ab 1990 war er Mitglied von Lietuvos demokratinė darbo partija und ab 2001 der LSDP.
Er ist verheiratet und hat zwei Kinder.